# Klokan uzdičkový
Klokan uzdičkový (Onychogalea fraenata) je ohrožený druh vačnatce z čeledi klokanovitých, vyskytující se pouze ve třech malých, izolovaných oblastech v Queenslandu v Austrálii. Jeho populace stále rychle klesá. Celkový počet jedinců ve volné přírodě se odhaduje na méně než 1100 kusů.

## Historie

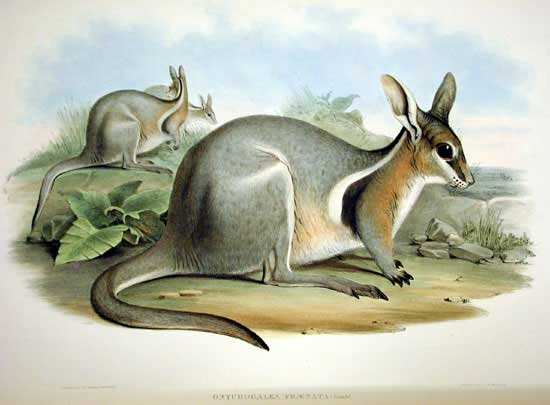

V době evropské kolonizace Austrálie byl klokan uzdičkový běžné zvíře, vyskytující se podél východního pobřežní Austrálie. Obzvláště se vyskytoval podél řeky Murray, přes Nový Jižní Wales, až po Charters Towers v Queenslandu.
Počet jedinců začal výrazně klesat ke konci 19. a na počátku 20. století; mezi lety 1937 a 1973 se dokonce spekulovalo o tom, že klokan uzdičkový zcela vymřel. Bylo to způsobeno přeměnou luk a lesů, kde klokani žili, na pastviny pro ovce a dobytek. Po přečtení článku v časopise o vyhynulých druzích v Austrálii se ozvalo několik obyvatel oblasti Dingo v Queenslandu, kteří tvrdili, že zde pořád žijí. To bylo později potvrzeno a pro zachování klokana uzdičkového připadly tyto pozemky národnímu parku Taunton. Současný rozsah oblasti výskytu tohoto klokana je méně než 5 % z původního rozsahu.
Od svého znovuobjevení byl klokan uzdičkový chráněn pro obnovení životaschopné populace. Mnoho jedinců bylo odchyceno a byli chováni a rozmnožováni v zajetí. Chov v zajetí umožnil vytvoření tří větších skupinek; dvě byly umístěny do národního parku, ta třetí byla soukromá. Přestože je zvíře stále ohrožené, je často hubeno jako škůdce nebo pro svoji kožešinu. Za snižování jejich počtů může i predace.

## Vzhled

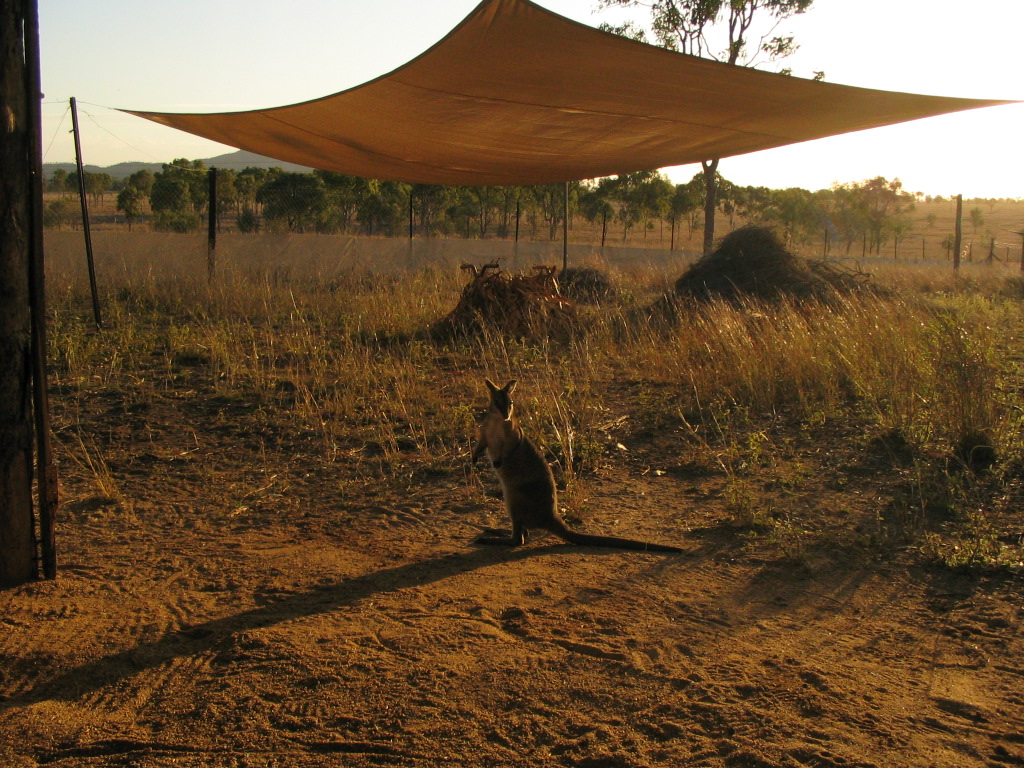

Tento klokan malého vzrůstu je pojmenován po charakteristické bílé „uzdě“, linii, která mu začíná na krku, pokračuje kolem ramen a končí téměř na břiše. Mezi další charakteristické vzhledové vlastnosti patří černý pruh běžící dolů mezi lopatkami, velké oči a bílé pruhy na tvářích, které je možné vidět i u jiných druhů klokanů. Srst je na hřbetě tmavě šedá, téměř černá a po bocích směrem dolů světlá, až na břiše je téměř bílá.
Klokan uzdičkový může dorůst až jednoho metru na délku, z čehož polovinu tvoří ocas. Váží 4–8 kg. Samice jsou o něco menší než samci, přesto je zde jen nevýrazný pohlavní dimorfismus.
„Nail-tail“ je zvláštnost charakteristická pro dva další druhy klokanů: klokana hrotochvostého (Onychogalea unguifera) a vyhynulého klokana měsíčitopásého (Onychogalea lunata). Jedná se o zvláštní útvar na konci ocasu, který zdánlivě připomíná hřebík.

## Chování
Klokani uzdičkoví jsou nejaktivnější během noci a za soumraku. Den obvykle stráví spaním v dutinách stromů nebo schovaní mezi keři a vysokými travinami. Jsou to plachá zvířata, která nevyhledávají kontakt s člověkem a jen těžko se dají ochočit. Tvoří malé skupiny okolo čtyř jedinců, ale jsou schopní žít i samotářsky. Pokud je klokan uzdičkový odchycen, lehne si a nehýbe se, čímž vytváří dojem, že je mrtvý.
Samice jsou březí okolo 23 dnů a rodí se jedno mládě, které zůstává v matčině vaku po čtyři měsíce. Samci se nijak o své potomky nestarají.

## Predátoři
Za snižování populace klokana uzdičkového mohou i predátoři, jsou to hlavně dingové, lišky a divoké kočky.